# Sarapo
Le Sarapo ou Nevado Sarapo est une montagne située dans la cordillère Huayhuash, dans les Andes, au Pérou. Elle s'élève à 6 143 m d'altitude (ou 6 127 m selon certaines sources).

## Ascensions
La première ascension du Sarapo est réalisée le 25 juillet 1954 par les alpinistes autrichiens Manfred Bachmann et Karl Lugmayer (de), membres du Club alpin autrichien (Österreichischer Alpenverein).
Le 6 juillet 1966, les alpinistes japonais du club alpin Yamanoko (ce qui signifie littéralement « enfants des montagnes »), Takayuki Musha et Hiroshi Nakatsubo, réalisent la deuxième ascension du Sarapo. Ils installent deux camps au-dessus du Siulácocha et ouvrent une voie par la moraine nord et l'arête sud-est.